# 小山裕香
小山裕香（日语：小山 裕香，1968年2月9日—），日本女性配音員、藝人、旁白。出身於廣島縣廣島市。身高161cm。A型血。

## 人物
舊藝名小山祐香（與現用藝名的日文讀音相同）。青二Production所屬，大阪成蹊短期大學、青二塾大阪校第4期畢業。
擅長方言：廣島方言。興趣：長歌、慢跑。

## 演出
粗體字表示主要角色。

### 電視動畫
1988年
- 奇天烈大百科（女學生、佐和子、櫻井妙子〈第2代〉、景正、雪乃、白樺伊莉娜）

1992年
- 幻影真帆（日语：まぼちゃん旅行記）（咪咪子）
- 超時空保姆（女學生）

1993年
- 七龍珠Z（萊姆）

1994年
- 銀河戰國群雄傳（邑峻）
- 足球王（日语：ゴールFH）（宮本薰）
- 美少女戰士S（ステアリングー）
- 橘子醬男孩（珍妮·格魯丁）

1995年
- 動畫世界的童話（日语：世界名作童話シリーズ ワ〜ォ!メルヘン王国）（公主、桃樂絲、莉娜公主）
- 麵包超人（綠葉公主〈初代〉）
- 天地無用！（滿奇）

1996年
- 魔法少女砂沙美（惠子）

1998年
- 男女蹺蹺板（宮澤都香）
- （貝絲）

2001年
- 七虹香電擊作戰（賽琳納）

2002年
- 笑園漫畫大王（榮子）

2006年
- 我的裘可妹妹（碧）
- 夢使者（安村藍子）

2008年
- 紅（九鳳院和子）

2009年
- ONE PIECE（莎蒂）

### 電影動畫
1988年
- 劇場版 魁!! 男塾（女性客人）

1993年
- （佐佐木禎子）

1994年
- 漂亮擊出吧！夢想者 ～鯉魚誕生物語～（日语：広島カープ誕生物語）（前田陽子）

### OVA
1992年
- BASTARD!! -暗黑的破壞神-（迪亞·諾特·陽子）

1993年
- BAD BOYS 搞怪少年（真實）

1994年
- 鬼切丸（日语：鬼切丸）（友紀）
- BAD BOYS 搞怪少年2（藤井美香）
- 幽幻怪社（水原麻希子）

1995年
- 黃金小子（神崎裕香）
- 湘南純愛組！（彈間洋子）
- 美少女遊撃隊Battle Skipper（日语：美少女遊撃隊バトルスキッパー）（BSX-AI）

1996年
- Legend of Crystania ～起程的冒險者們～（日语：クリスタニア）（尤夫）

2004年
- 天罰天使拉比☆（日语：天罰エンジェルラビィ☆）（雪莉·法森）

2005年
- PALE COCOON（日语：ペイル・コクーン）（YOKO）

### 遊戲
1992年
- 英雄傳說II（芙蘿拉）[注 1]

1994年
- 女神天國（日语：女神天国）（亞美麻瑪）
- 夢幻模擬戰II（艾莉莎）

1995年
- 雙截龍（瑪莉安）

1996年
- 現代吸血鬼（川上聖良）
- Eternal Melody（日语：エターナルメロディ）（楊雲）
- 新幸運騎士 用餐的騎士們（日语：フォーチュン・クエスト）（帕絲媞）
- 超真實麻雀PVI（日语：スーパーリアル麻雀#スーパーリアル麻雀PVI）（克莉絲·賈蘭德）

1997年
- Comic Road（日语：こみっくろーど）（坂元百合子）
- 時之國度的妖精旋律（日语：時の国のエルフェンリート）（畢兒妮）
- 龍騎士4（雷兒、吐露露）
- 女神天國II（亞美麻瑪）

1998年
- 金牌女警2（南雲俠華）

1999年
- DEAD OR ALIVE 2（海蓮娜、羅蘭）

2001年
- 松本零士999 ～Story of Galaxy Express 999～（日语：松本零士999 〜Story of Galaxy Express 999〜）（Starsha（日语：スターシャ））

2002年
- AS ～天使小夜曲（西亞黎·琺姒）
- DEAD OR ALIVE 3（海蓮娜）

2003年
- 神魔預言錄（日语：ヴィーナス&ブレイブス〜魔女と女神と滅びの予言〜）（薇薇·奧林、旁白）
- DEAD OR ALIVE XTREME BEACH VOLLEYBALL（海蓮娜、妮基）
- 魔法天使拉比☆（日语：まじかるトワラー・エンジェルラビィ☆）（雪莉·法森／淑女雪莉）

2004年
- 闇影之心II（露奇亞）
- 洛克人X 指令任務（費拉姆）

2005年
- DEAD OR ALIVE 4（海蓮娜）

2006年
- NINETY-NINE NIGHTS（埃克托瓦爾）

2010年
- DEAD OR ALIVE Paradise（海蓮娜）
- ONE PIECE 大決戰！（日语：ONE PIECE ギガントバトル!）（莎蒂）

2011年
- ONE PIECE 大決戰！2 新世界（日语：ONE PIECE ギガントバトル! 2 新世界）（海蓮娜）
- 鐵拳TT2（日语：鉄拳タッグトーナメント2）（天使）

2012年
- DEAD OR ALIVE 5（海蓮娜）

2015年
- DEAD OR ALIVE 5 LAST ROUND（海蓮娜[6]）

2016年
- DEAD OR ALIVE Xtreme 3（海蓮娜[7]）

2017年
- DEAD OR ALIVE Xtreme Venus Vacation（日语：デッド オア アライブ エクストリーム ヴィーナス バケーション）（海蓮娜[8]）

2019年
- DEAD OR ALIVE 6（海蓮娜[9]）

2020年
- 洛克人X DiVE（日语：ロックマンX DiVE）（費拉姆[10]）[注 2]

### 廣播劇CD
- 男女蹺蹺板 ACT·0（宮澤都香）
- 男女蹺蹺板 紀念廣播劇CD FINAL ACT（涼子）
- 終焉的年代記（古特倫公主）

### 外語配音

#### 電影
- 致命砍人節（英语：Valentine (film)）（凱特·戴維斯〈瑪莉·雪登〉）

#### 電視影集
- 上海灘（邊庭花〈寧靜〉）
- 金剛戰士（金柏莉·哈特／粉紅戰士（英语：Kimberly Hart）〈初代〉、CD贈禮預告旁白）

### 特攝影集
- 超人力霸王高斯2 THE BLUE PLANET（2002年，女性接線員的聲音）

### 廣播節目
- 寺島、藤井的JUST MEET（文化放送）
- （文化放送）

### 廣播劇
- 青山二丁目劇場（日语：青山二丁目劇場）「幽靈修行」（麻美）

### 其它
NHK系列
- NHK教育
  - （旁白）
  - （負責報導，1989年度－1990年度）
  - （聲音演出）

- NHK BS
  - 週刊Book Review（日语：週刊ブックレビュー）（NHK-BS2）助理主持人
  - 決定！這些就是2020年東京奧運的追加項目了（旁白，2017年，NHK-BS1）

- NHK綜合
  - 趣味悠悠（日语：趣味悠々）（旁白）

其它電視台、平台
- 大使之國的寶物（旁白，東京電視台）
- 突然綜藝速報!! COUNT DOWN100（日语：突然バラエティー速報!!COUNT DOWN100）（排行榜、片頭旁白，TBS）
- MUTV

## 腳註

## 外部連結
- 小山裕香｜青二Production （日語）